# بمبديون إيراني
بمبديون إيراني (الاسم العلمي:Bembidion iranicum) هو نوع من الحشرات يتبع جنس البمبديون من فصيلة الخنافس الأرضية.